# Wanzl

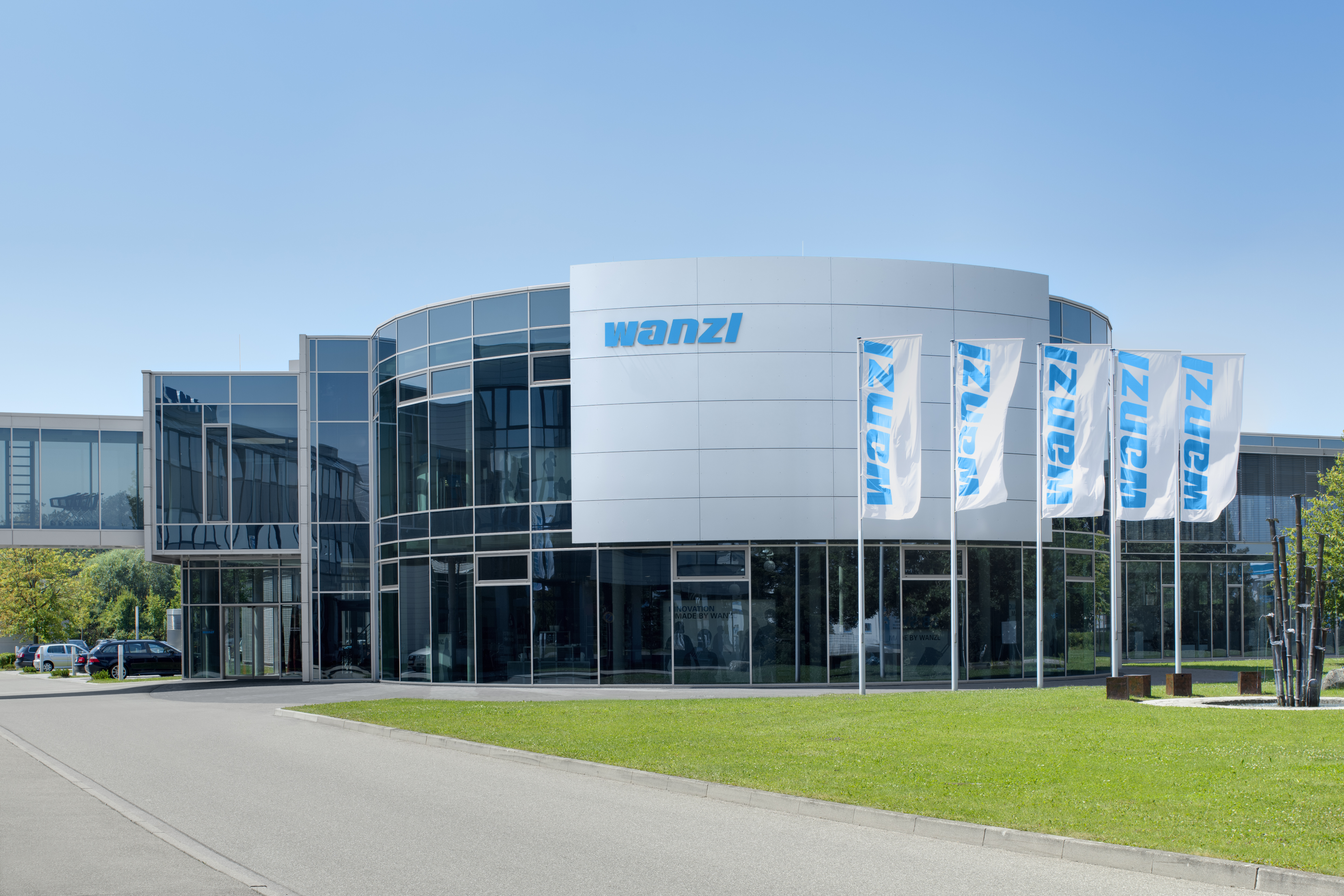
Sídlo firmy v Leipheimu

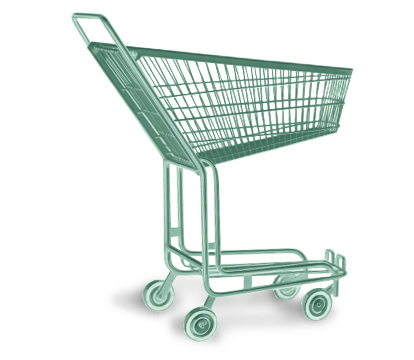
Nákupní vozík – model „Concentra“, 1957

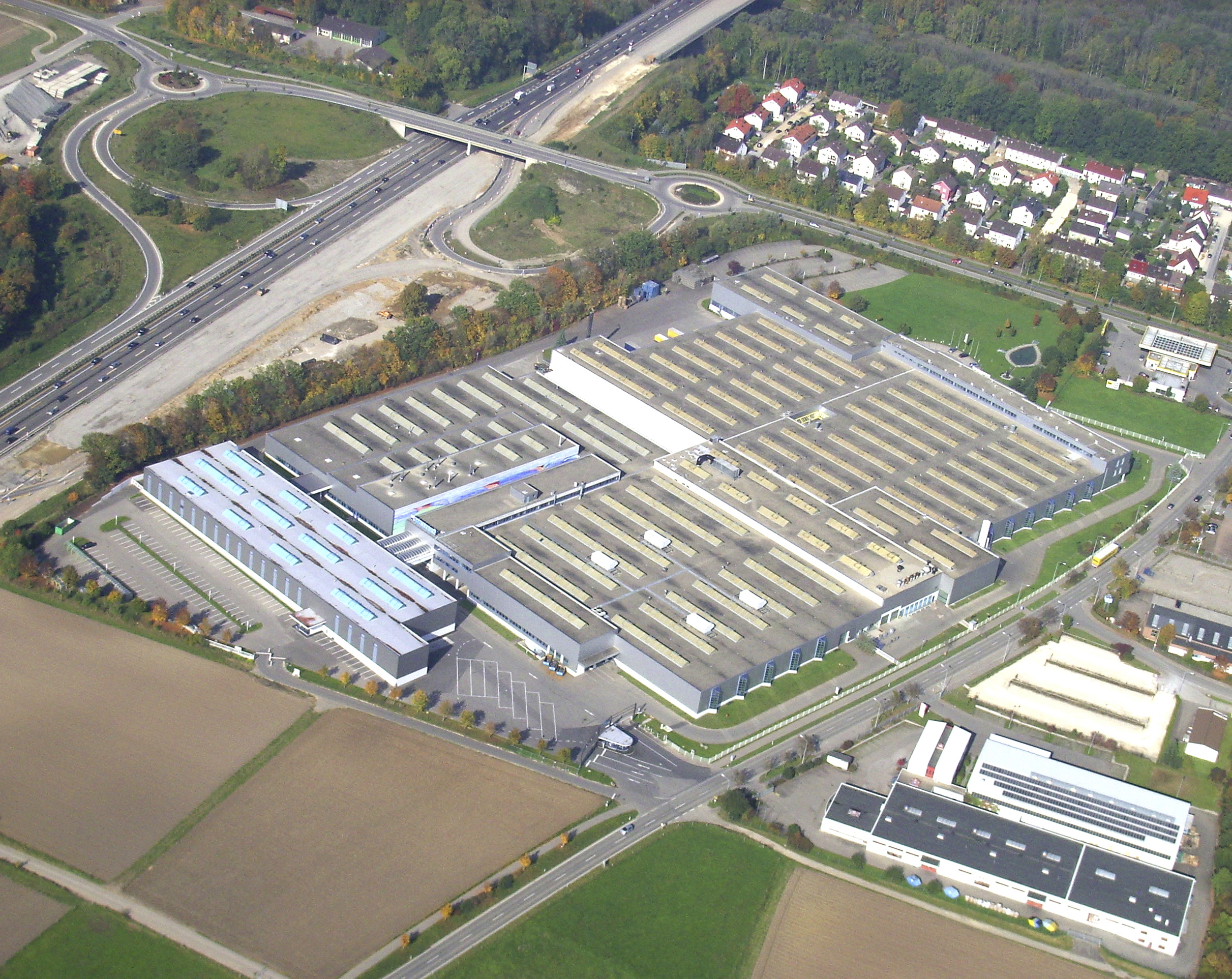
Letecký snímek závodu 4 v Leipheimu

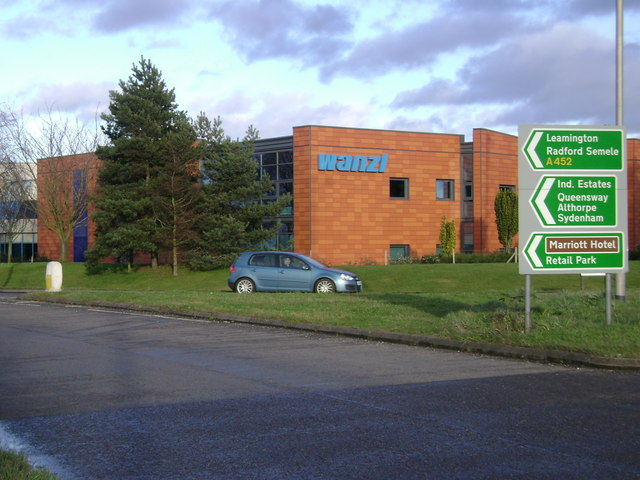
Budova pobočky Wanzl ve Velké Británii

Wanzl Metallwarenfabrik GmbH je německá firma, největší světový výrobce nákupních a zavazadlových vozíků.
Společnost se sídlem v Leipheimu zaměstnávala v roce 2015 kolem 4 000 zaměstnanců ve 22 zemích. Roční produkce firmy Wanzl je dva miliony kusů nákupních vozíků.

## Historie
V roce 1918 založil Rudolf Wanzl v Jívové u Olomouce zámečnickou dílnu s 20 zaměstnanci, která se zabývala výrobou vah a zemědělských strojů. Po odsunu v roce 1947 firmu znovu založil Rudolf Wanzl junior v bavorském Leipheimu, kde zřídil opravářskou dílnu a pokračoval ve výrobě vah. Podnět k nasměrování na výrobu zařízení pro obchod přišel od výrobce pokladen NCR z Augsburgu. Do zdejší ukázkové prodejny byly dodány první nákupní košíky. Záhy poté objednalo hamburské spotřební družstvo 40 nákupních vozíků a 100 nákupních košíků do první německé samoobsluhy.
Začátkem padesátých let odcestoval Rudolf Wanzl do USA, kde se kontaktoval s vynálezcem nákupního vozíku Sylvanem Goldmanem. Už při zpátečním letu načrtl svůj vlastní, zasouvací model, který tvoří základ dnešních nákupních vozíků. V roce 1951 byl patentován první nákupní vozík s pevným košem. Tři roky nato vystupují ze společného podnikání bratři Sieglové a zakládají vlastní firmu. Po řadu let mají oba největší němečtí výrobci nákupních vozíků sídlo v Leipheimu. V roce 1956 zaměstnává firma Wanzl 74 zaměstnanců.

### 1960
Pro rozšíření výrobních kapacit byl uveden do provozu nový závod v Kirchheimu. Na základě potřeby směrování zákazníků a snížení krádeží v budovaných supermarketech zařadila firma Wanzl do svého výrobního programu manuální vstupní otočné kříže. V roce 1966 zaměstnával podnik 400 pracovníků.

### 1970
Po expanzi německých řetězců do okolních zemí jsou zakládány první zahraniční pobočky. Pro německé dráhy byly poprvé dodány na nádraží zavazadlové vozíky. V důsledku dalšího rozšíření výroby byl v blízkosti nádraží v Leipheimu vybudován další závod. Dočasně měl tento závod k dispozici i vlastní železniční přípojku. V roce 1978 byla firma vyznamenána cenou Zlatá homole cukru.

### 1980
Pro letiště ve Frankfurtu dodává firma poprvé zavazadlové vozíky. Zvláštností je, že tyto vozíky mohou být použity také na eskalátorech. Aby byl lépe obsluhován trh ve Francii, byl v alsaském Sélestatu postaven nový výrobní závod. Rostoucí rozvoj hobbymarketů zvyšuje produkci, jsou vybudována obchodní zastoupení ve Velké Británii a Belgii. V roce 1989 zaměstnávala společnost Wanzl 1600 pracovníků.

### 1990
V roce 1990 byl v blízkosti dálnice A8 dokončen závod IV. V tomto závodě se dnes nachází sídlo společnosti. V roce 1991 byla založena nová obchodní divize Interiéry prodejen. Nejdříve bylo navrženo vybavení celé prodejny a pak vybaveno regály. Po desetileté činnosti jednatele přebírá v roce 1998 od svého otce vedení podniku Gottfried Wanzl. Velké zakázky, jako například vybavení nového letiště v Hongkongu zavazadlovými vozíky, nadále zvyšují čísla obratu i pracovníků. V roce 1999 se poprvé vyrobilo více než 1 milion nákupních vozíků za rok.
S pádem železné opony se rozšířil koncept samoobslužných prodejen do východní Evropy a nastal boom v budování supermarketů. V roce 1996 byl nedaleko rodiště Rudolfa Wanzla vybudován výrobní závod v České republice. Česká pobočka WANZL spol. s r.o. má dnes 250 zaměstnanců. Firma disponuje výstavními plochami a prodejními kancelářemi v centrále v Hněvotíně u Olomouce, ale i v pobočkách v Praze a na Slovensku v Dolní Stredě.
V roce 2006 byl rozšířen výrobní závod o další výrobní halu a galvanovnu, takže z továrny vycházejí hotové, povrchově upravené výrobky. Výrobní závod zpracovává produkty z leskle taženého drátu ohýbáním 2D, 3D, tvářením na hydraulických lisech, odporovým svařováním, svařováním v ochranné atmosféře a zajišťuje povrchovou úpravu práškovou vypalovanou barvou nebo galvanickým zinkováním ve vlastní galvanovně, která patří svými parametry k největším v České republice.[zdroj?]

### 2000
Trh s klasickými obchody je v západní Evropě nasycen; k rozmachu samoobslužných prodejen dochází v rozvojových zemích. V roce 2005 byl postaven další výrobní závod firmy Wanzl v Šanghaji. S rozvojem internetového obchodu firma rozšiřuje svůj produktový program o vychystávací a skladové vozíky. Rovněž byl vytvořen produktový program pro vybavení hotelů.
Vzhledem k insolvenci bývalého konkurenta, firmy Siegel, přebírá firma Wanzl velkou část jeho zaměstnanců.
Společnost obdržela Bavorskou cenu kvality. K rozvoji produktového centra Interiéry prodejen se spojuje s truhlárnou Unseld v Ulmu.

### 2010
V lednu 2012 přebírá firma Wanzl stoprocentní podíl ve svém dosavadním zastoupení na severoamerickém trhu – podnikatelskou skupinu Technibild.
11. února 2012 vypukl požár v budově galvanovny v Leipheimu. Hala o ploše 40x40 m kompletně shořela a vznikla škoda v desítkách milionů euro. Za necelé dva roky po velkém požáru byla na tomtéž místě uvedena do provozu nově postavená galvanovna.

## Obchodní oblasti

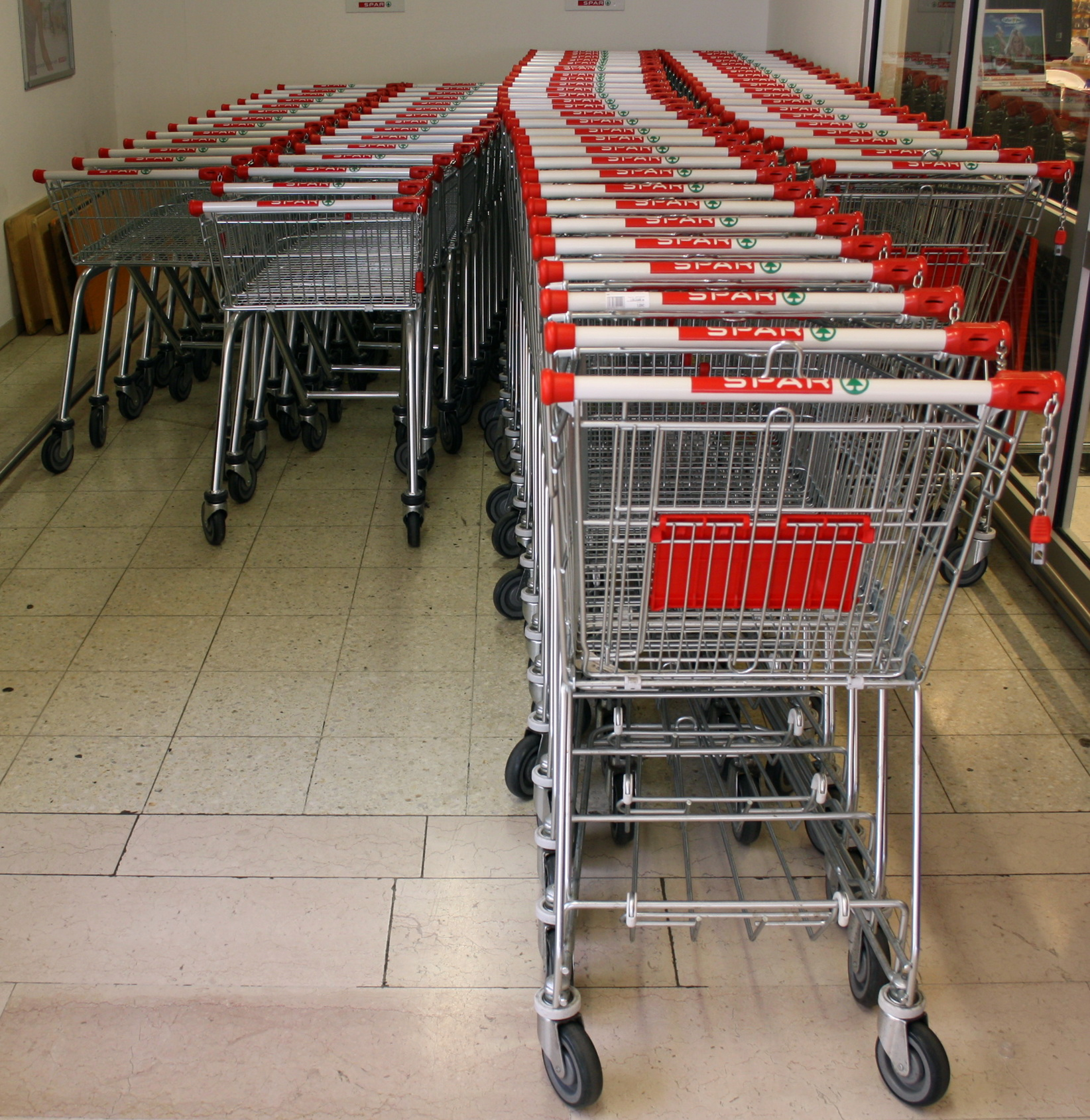
Nákupní vozík z produkce Wanzl, vlevo z produktové řady EL (zde s malým objemem koše), vpravo z řady DRC s roštem pro přepravku s nápoji.

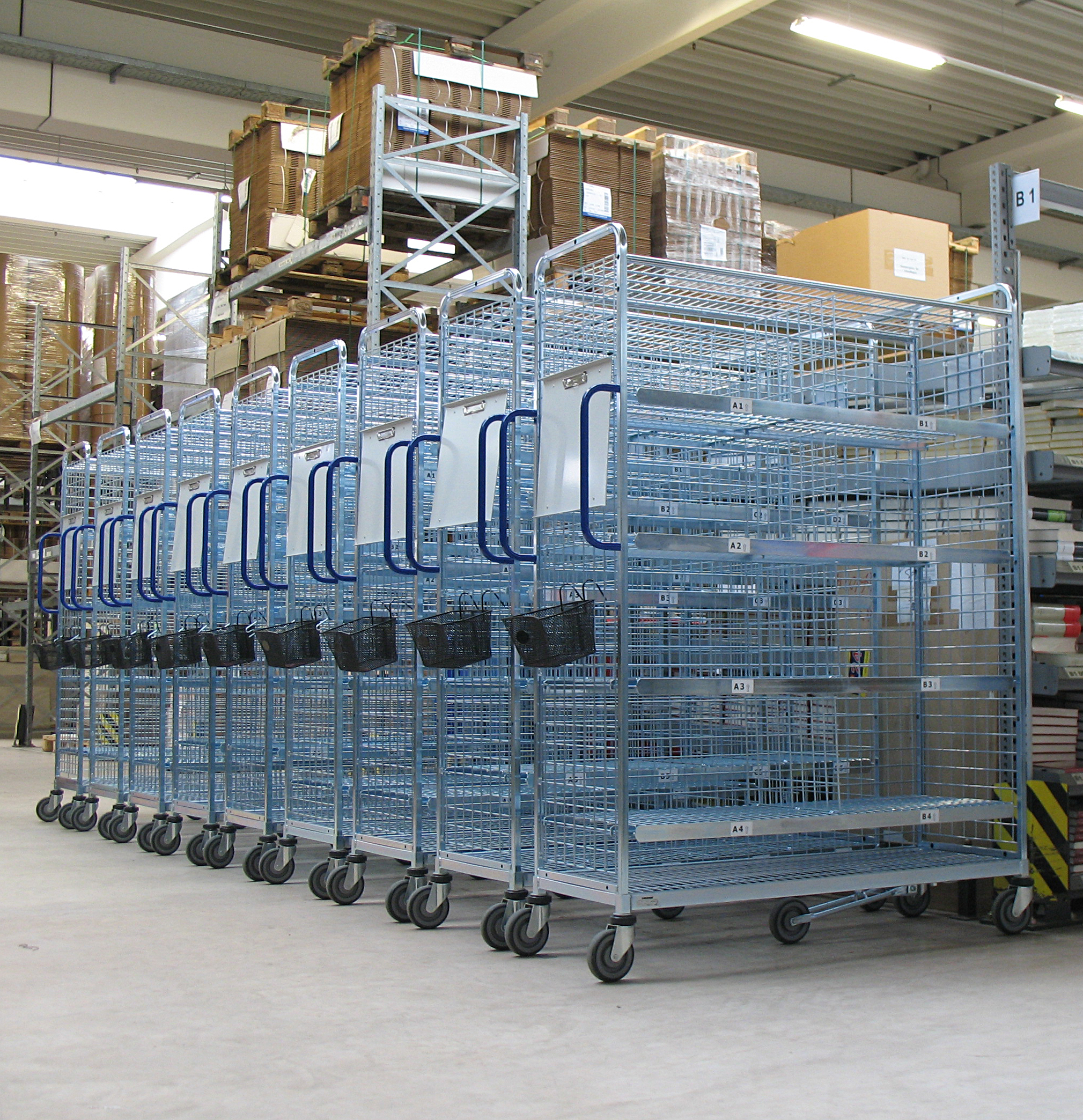
Wanzl - Vychystávací vozík KT3

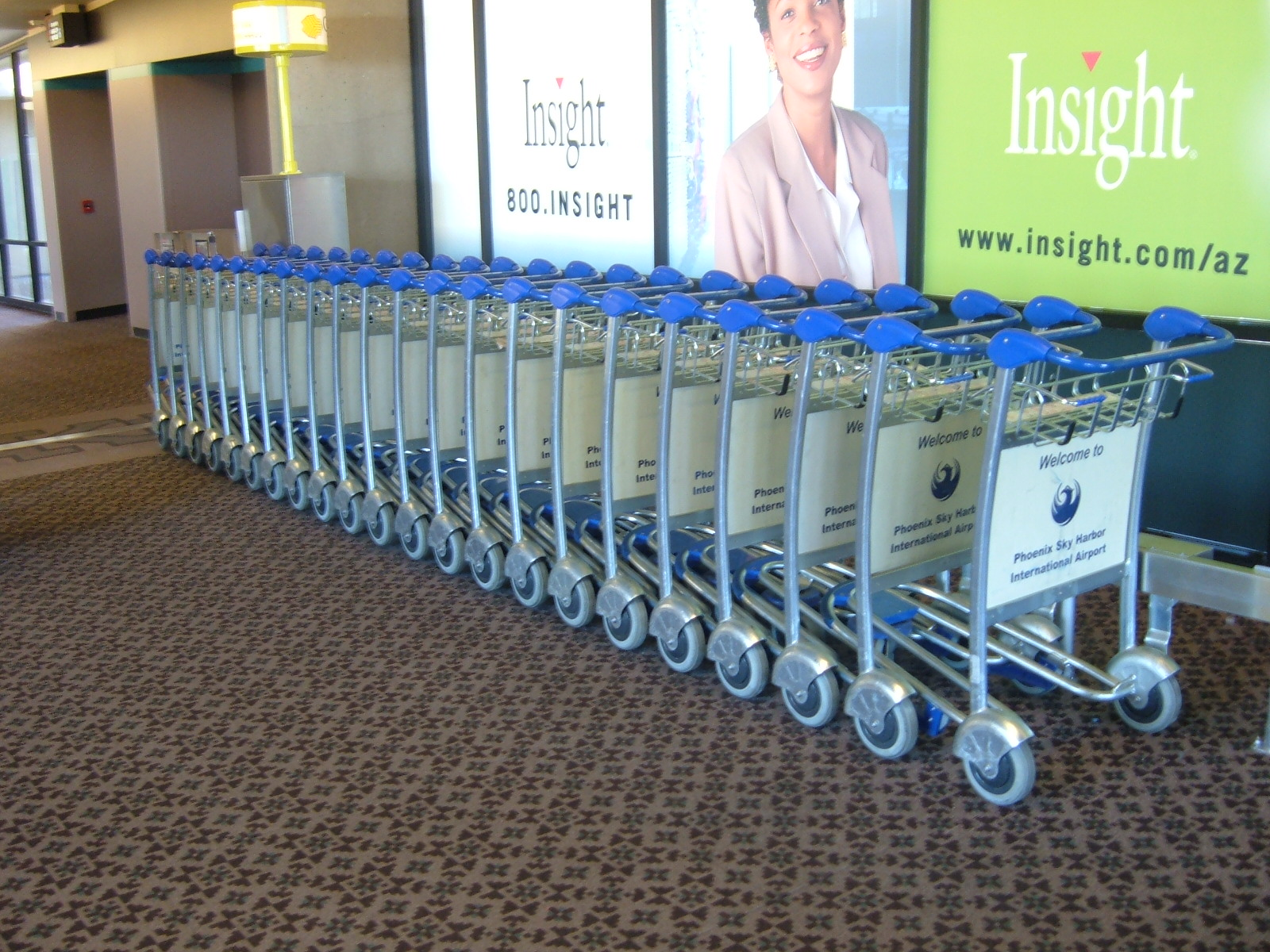
Vozík na zavazadla Wanzl na letišti v Phoenixu

### Retail Systems/Shop Solutions
Vedle drátěných nákupních vozíků vyrábí firma už několik let i plastové nákupní vozíky. Ty se vyrábějí pod označením Tango a dodávají se především do evropských zemí. Do produktového spektra patří i další vybavení prodejen, jako jsou regály, displeje, vstupní zařízení.

### Logistics + Industry
V roce 2002 byl veškerý produktový sortiment pro zákazníky z oblasti průmyslových a logistických firem zahrnut do této obchodní oblasti. Patří sem vychystávací vozíky, rollkontejnery, transportní vozíky, paletové nástavce, paletové podvozky a jiné přepravní prostředky.

### Airport + Security Solutions
Na nádražích a letištích po celém světě jsou používány zavazadlové vozíky, vstupní zařízení, turnikety a dělicí prvky od firmy Wanzl. K zákazníkům patří letiště ve Frankfurtu, Hongkongu nebo Paříži. Také na cílové stanici vlaků Eurostar na londýnském nádraží St. Pancras jsou používány zavazadlové vozíky firmy Wanzl.

### Hotel Service
Obchodní oblast Vybavení hotelů byla zavedena v roce 2006. V rámci této oblasti se začaly vyrábět a nabízet produkty k vybavení hotelů, jako například vozíky pro pokojské, servírovací vozíky, vozíky na zavazadla a vozíky na prádlo. S těmito vozíky se setkáte např. i na lodích AIDA Cruise Line.

## Výrobní závody
Firma Wanzl provozuje tři závody v Leipheimu, jeden v Kirchheimu, stejně tak jeden ve Francii (Sélestat), v České republice (Hněvotín) a v Číně (Shanghai).

## Zahraniční pobočky
Od roku 1970 byly zakládány obchodní a servisní pobočky po celém světě.
| - Vídeň, Rakousko (2014 přestěhování do Vösendorfu) - Tahl, Švýcarsko - Oosterhout, Holandsko - Löwen, Belgie - Warwick, Spojené království | - Melbourne, Austrálie - Dubaj, Spojené arabské emiráty - Pune, Indie - Moskva, Rusko - Kyjev, Ukrajina | - Budapešť, Maďarsko - Dolná Streda, Slovensko - Barcelona, Španělsko - Nadarzyn, Polsko - Montichiari, Itálie (2005 přestěhování do Travagliata) |

## Vedení společnosti
Gottfried Wanzl, syn Rudolfa Wanzl juniora, vyznamenaného v roce 2006 bavorskou cenou za celoživotní dílo, je předsedou dozorčí rady podniku.
V roce 2014 převzal vedení firmy Dr. Klaus Meier-Kortwig, který zastává pozici generálního ředitele. Finančním ředitelem je Frank Derks, technickým ředitelem Harald P. Dörenbach a obchodním ředitelem Bernhard Renzhofer.

## Loga

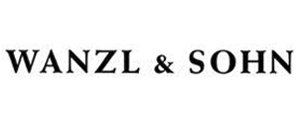
50. léta
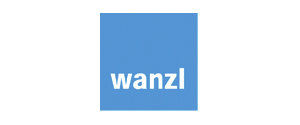
60. léta
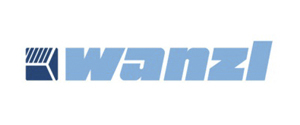
od 1970
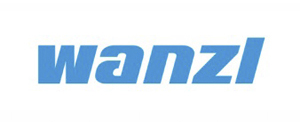
od 2005

## Veletrhy
Wanzl je pravidelným vystavovatelem na veletrhu EuroShop, který se koná každé tři roky v Düsseldorfu.